# جنین‌زایی سوماتیک

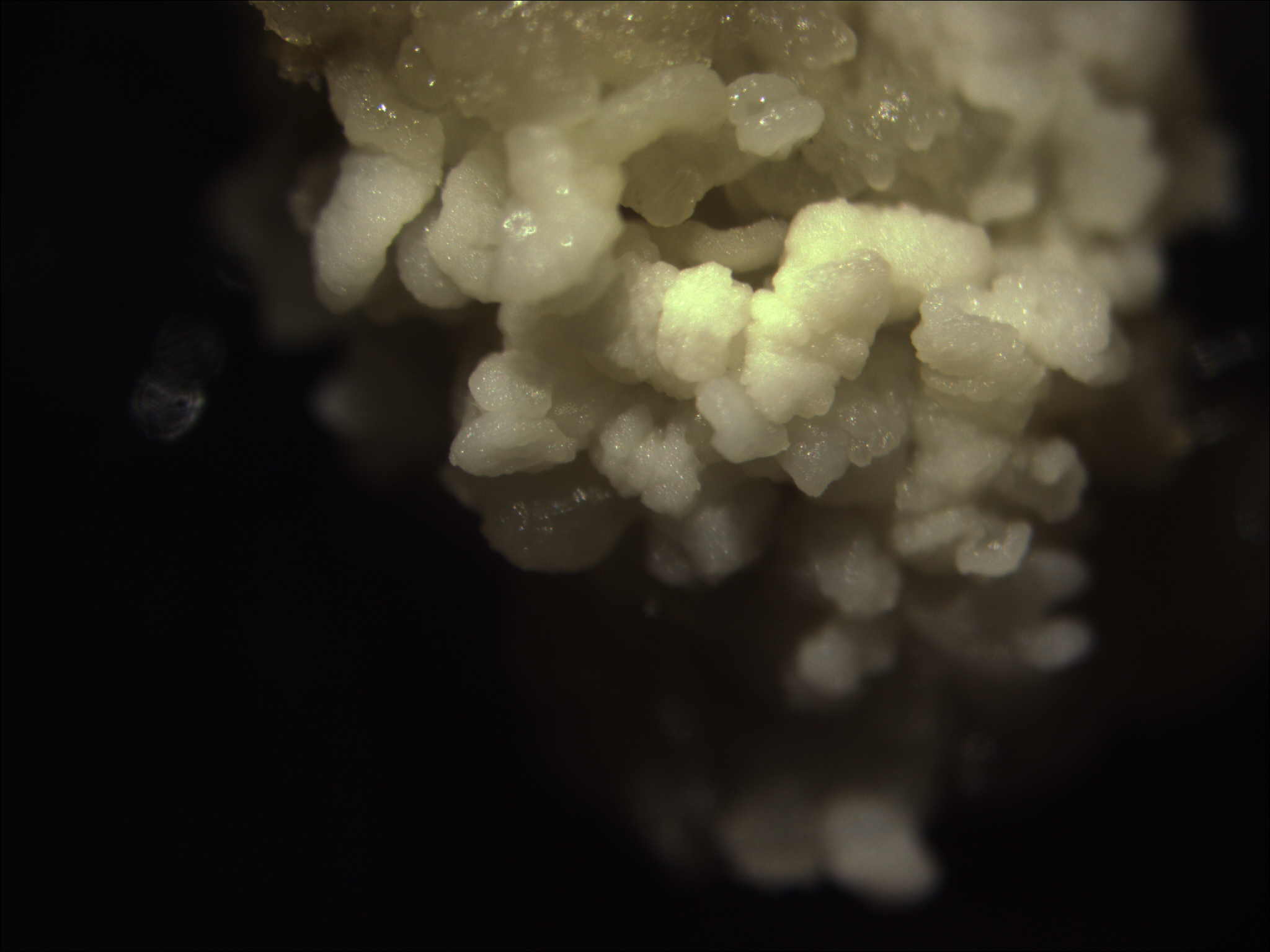
رویان‌زایی پیکری

رویان‌زایی پیکری یا جنین‌زایی سوماتیک (به انگلیسی: Somatic embryogenesis) یک فرایند مصنوعی است که در آن یک گیاه یا رویان از یک یاختۀ پیکری تکی یا گروهی از یاخته‌های پیکری ایجاد می‌شود. رویان‌زایی پیکری از یاخته‌های گیاهی ایجاد می‌شوند که این یاخته‌های گیاهی به‌طور طبیعی درگیر در تکوین رویان نیستند. هیچ آندوسپرم یا پوشش دانه‌ای اطراف یک رویان پیکری شکل نمی‌گیرد. کاربرد این فرایندها شامل انتشار کلونی مواد گیاهی یکنواخت ژنتیکی؛ حذف ویروس‌ها؛ تولید بافت‌های منبع برای انتقال ژن؛ ایجاد کل گیاه از سلول‌های منفرد که پروتوپلاست نامیده می‌شوند و توسعه فناوری دانه مصنوعی می‌شود.
سلول‌های مشتق‌شده از بافت مستعد اولیه (competent source tissue) کشت داده می‌شود و یک توده تمایزنیافته به نام کالوس (callus) را ایجاد می‌کند. تنظییم‌کننده‌های رشد گیاهی در محیط کشت بافت می‌توانند برای القای شکل‌گیری کالوس و پس از آن بر ای القای شکل‌گیری جنین از کالوس دستکاری شوند. نسبت تنظیم‌کننده‌های رشد گیاهی مختلف را به منظور القای کالوس یا شکل‌گیری تنوع گیاهی نیز باید مراعات شود. جنین‌های سوماتیک به‌طور عمده به صورت برون‌تنی و برای اهداف آزمایشگاهی با استفاده از خاک یا محیط مغذی مایع حاوی تنظیم‌کننده‌های رشد گیاهی (PGRs) تولید می‌شوند.
ساقه‌ها و ریشه‌ها تک‌قطبی (monopolar) هستند در حالیکه رویان‌های پیکری دوقطبی (bipolar) هستند که منجر به شکل‌گیری گیاه کامل بدون کشت روی چندین محیط کشت می‌شوند. رویان‌زایی پیکری به عنوان یک مدل برای فهم و درک وقایع بیوشیمیایی و بیوفیزیکی در طول فرایند توسعه گیاه و همچنین به عنوان جزئی از پیشرفت‌های زیست‌فناورانه استفاده می‌شود. اولین اسناد و مدارک رویان‌زایی پیکری به وسیلهٔ استفوارد و همکارانش در سال ۱۹۵۸ و راینر و همکارانش در سال ۱۹۵۹ با کشت‌های سوسپانسیون سلولی هویج جمع‌آوری شد.

## رویان‌زایی مستقیم و غیرمستقیم
رویان‌زایی پیکری به دو شیوه صورت می‌پذیرد: مستقیم و غیرمستقیم. رویان‌زایی مستقیم زمانی اتفاق می‌افتد که جنین به‌طور مستقیم از بافتی که یک کلون همسان ایجاد کرده‌است، آغاز می‌شود. در حالی که در رویان‌زایی غیرمستقیم بافت از سلول‌های تمایز نیافته یا تمایز یافته ناقص که بعداً به بافت‌های تمایز یافته تبدیل می‌شوند، منشأ می‌شود.

### باززایی گیاه از رویان‌زایی پیکری
گیاه ایجاد شده به وسیلهٔ رویان‌زایی پیکری در پنج مرحله شکل می‌گیرد: آغاز شکل‌گیری رویان، تکثیر کشت‌های رویانی، پیش‌بلوغی رویان‌های پیکری، بلوغ رویان‌های پیکری و توسعه گیاه روی محیط کشت غیراختصاصی. آغاز و تکثیر، روی محیط کشت غنی از اکسین که تمایز سلول‌های مریستمی موضعی را القا می‌کند رخ می‌دهد. زمانی که این سلول‌ها به محیط کشت دارای اکسین کم یا بدون اکسین انتقال یابند به رویان‌های بالغ توسعه پیدا می‌کنند. جوانه‌زایی رویان‌های پیکری می‌تواند تنها زمانی که رویان‌ها به اندازۀ کافی برای داشتن نوک ساقه و ریشه‌های عملکردی بالغ شدند رخ دهد.

### عامل‌های اثرگذاری بر رویان‌زایی پیکری
عوامل و مکانیسم کنترل‌کننده تمایز سلول‌ها در رویان‌های پکری نسبتاً مبهم می‌باشند. این ترکیبات به وسیلهٔ چانگ و همکاران شناسایی شدند. این ترکیبات شامل پلی‌ساکاریدهای متنوع، آمینواسیدها، تنظیم‌کننده‌های رشد، ویتامین‌ها، ترکیبات با وزن مولکولی کم و پلی‌پپتیدها می‌باشند. چندین مولکول پیام‌رسان شناخته شده‌اند که بر شکل‌گیری رویان‌های پیکری تأثیر گذاشته یا آن‌ها را کنترل می‌کنند. این مولکول‌ها نیز شامل پروتئین‌های برون‌یاخته‌ای، پروتئین‌های آرابینوگالاکتانو و لیپوکیتواولیگوساکاریدها می‌باشند. دما و نور همچنین می‌توانند روی بلوغ رویان پیکری تأثیر بگذارند.

### کاربردهای رویان‌زایی پیکری
- دگرگونی‌های گیاهی
- تکثیر توده[۹]

### مثالی مرتبط با جنگلداری
توسعۀ رویان‌زایی پیکری پژوهش‌ها روی پروتئین‌های ذخیره‌ای دانه (SSPs)ی گیاهان چوبی گونه‌های درختی بااهمیت (به‌طور عمده بازدانگان از جمله صنوبر سفید) را افزایش می‌دهد. در این حیطه مطالعاتی، از SSPها به عنوان مارکر برای تعیین پتانسیل رویان‌زایی و سازگاری سامانۀ رویان استفاده می‌شود تا یک رویان پیکری که از نظر زیست‌شیمیایی با همتای زیگوتی خود یکسان باشد، پدید آید (فلین و همکاران، ۱۹۹۱، بیردمور و همکاران، 1997)

### مشکل‌های مرتبط با رویان‌زایی پیکری
- شانس بالای جهش
- مشکل بودن روش
- از دست دادن توانایی باززایی
- درصد بالای شاخه آلبینو در طول باززایی
- امکان‌پذیر نبودن تمام گونه‌های به‌طوری‌که کاربرد آن برای هریک از گونه‌ها باید بهینه‌سازی شود.

## نهاندانگان
رشد رویان در نهان‌دانگان به چندین مرحله تقسیم می‌شود. تخم به شکل نامتقارن به یک سلول آپیکال کوچک و سلول بازال بزرگ تقسیم می‌شود. الگوی سازمانی شکل گرفته در مرحله کروی و رویانی به مرحله لپه انتقال می‌یابد. رشد جنین در تک‌لپه‌ای‌ها و دولپه‌ای‌ها متفاوت می‌شود. دولپه‌ای‌ها مراحل کروی، قلبی شکل و تروپود دارند در حالیکه تک لپه‌ای‌ها مراحل کروی، اسکتلار و کلئوپتیلار را سپری می‌کنند
بسیاری از سیستم‌های کشت رویان‌زایی پیکری را به وسیلهٔ در معرض قرار دادن مداوم با ۴٬۲- دی کلروفنوکسی استیک اسید القا و حفظ می‌کنند. گزارش شده‌است که آبسزیک اسید رویان‌زایی را در نهال‌ها القا می‌کند. پس از شکل‌گیری کالوس، کشت دادن روی یک محیط کشت فاقد اکسین یا با اکسین کم، رشد رویان یا شکل‌گیری ریشه را بهبود خواهد داد. در تک لپه‌ای‌ها قابلیت رویان‌زایی معمولاً به بافت‌های با منشأ رویانی یا مریستمی محدود شده‌است. سلول‌های پیکری تک‌لپه‌ای‌ها خیلی سریع تمایز یافته و سپس ظرفیت میتوزی و مورفوژنیک را از دست می‌دهند. تفاوت حساسیت به اکسین در رشد کالوس‌های رویانی میان ژنوتیپ‌های متفاوت گونه‌های یکسان نشان می‌دهد که پاسخ‌های اکسینی می‌تواند متفاوت باشد.

## بازدانگان
رشد رویان در بازدانگان در سه مرحله رخ می‌دهد. Proembryogeny شامل تمامی مراحل قبل از طویل شدن آویزه‌بند (suspensor) است. Early embryogeny شامل تمامی مراحل پس از طویل شدن آویزه‌بند (اما پیش از توسعه مریستم ریشه) است. در حالی که Late embryogeny شامل توسعه مریستم‌های ریشه و ساقه است.